# Kerfourn
Kerfourn település Franciaországban, Morbihan megyében. Lakosainak száma 842 fő (2022. január 1.). Kerfourn Gueltas, Crédin, Noyal-Pontivy és Évellys községekkel határos.

## Népesség
A település népességének változása:
| Lakosok száma | 765  | 731  | 773  | 793  | 861  | 859  | 838  | 833  | 829  | 842  |
|               | 1968 | 1982 | 1990 | 2006 | 2013 | 2015 | 2017 | 2019 | 2020 | 2022 |